# Phare de Nieblum
Le phare de Nieblum (en allemand : Leuchtturm Nieblum) est un phare actif situé au sud de l'île de Föhr (Arrondissement de Frise-du-Nord - Schleswig-Holstein), en Allemagne.
Il est géré par la WSV de Tönning .

## Histoire
Le phare  a été construit en 1981-82, au sud de l'île de Föhr. Il est situé au sud du village de Nieblum, derrière la digue de la plage. Le phare, automatisé dès sa mise en service, sert de guidage dans le Rütergat (de), entre la mer du nord et les îles d'Amrum et Föhr.
Il est identique au phare de Nebel sur l'île d'Amrum.

## Description
Le phare  est une tour cylindrique en aluminium de 10 m de haut, avec une galerie et une lanterne cylindrique. La tour est peinte en rouge avec une bande blanche et la lanterne est rouge. Son feu à occultations de secteurs émet, à une hauteur focale de 10 m, deux éclats (blanc et rouge et vert, selon direction) par période de 10 secondes.
Sa portée est de 19 milles nautiques (environ 35 km) pour le feu blanc, 15 milles nautiques (environ 28 km) pour le rouge et 15 milles nautiques (environ 28 km) pour le feu vert.

Identifiant : ARLHS : FED-167 - Amirauté : B1702 - NGA : ..... .
|                      |
| Localisation de Föhr |

### Lien connexe
- Liste des phares en Allemagne